# 電話でドン!
『電話でドン!』（でんわでドン）は、1982年10月16日から1983年9月まで朝日放送（ABCテレビ）で放送されていたクイズ番組である。
その後も1983年9月から1985年3月まで『生クイズ・夫婦でドン!』（なまクイズ・ふうふでドン）と題して放送されていた。

## 概要
土曜昼に生放送されていたクイズ番組で、当時としては画期的な双方向アンケートシステム「サーチホン」を番組進行に取り入れていた。これは、番組が公募・選考したプッシュ式の電話機を持つ一般家庭に対して毎回ある設問を出し、彼らに2つまたは3つある選択肢の中から1つを選んで投票させていた。そして投票の集計結果によってどの選択肢が1位になるのかを、解答者たちが推理して答えるというものだった。投票は、電話から「朝日放送です。お答えをどうぞ」というメッセージが流れた後にプッシュボタンを押すことで行えた。
番組の当初の正式名称は『乾・鶴瓶の電話でドン!』で、当時朝日放送アナウンサーだった乾浩明と落語家の笑福亭鶴瓶が司会を務めていた。しかし、1983年7月に鶴瓶がスケジュールの都合がつかなくなったため、司会を降板。以後は特に代役を立てることもなく乾が単独で司会を務めるようになり、番組タイトルも『乾浩明の電話でドン!』に変更された。この当時は、俳優やお笑いタレントなどが解答者を務めていた。主なクイズとして近似値クイズや3択クイズがあった。
それから2か月後の1983年9月に『生クイズ・夫婦でドン!』と改題リニューアルし、乾のアシスタントとして永井由起子が加入した。こちらも基本的な進行方式は『電話でドン!』時代と同じであるが、解答者は芸能人ではなくなり、前番組『夫婦でドンピシャ!』と同様に一般の夫婦×4組が参加する対抗戦形式の視聴者参加型番組になった。またトップ賞を獲得したチームは、ハワイ旅行・国内旅行券・2倍の賞金・賞金の没収を賭けた迷路風のゲーム「ウォーターシュート」に挑戦することができた。
『生クイズ・夫婦でドン!』時代には広島ホームテレビでも一時期同時ネットしていたが、スポーツ中継等の関係で通常14時から放送の自社制作番組『独占!ひろしま60分』を繰り上げて休止したこともあった。